# Karlaplan (Stockholm)
La place Charles (en suédois : Karlaplan) est une place et un parc public du quartier de Östermalm à Stockholm en Suède. 

## Description
Karlaplan est une place doté d'un parc et d'une fontaine.
Les rues Karlavägen, Narvavägen, Östermalmsgatan, Lützengatan, Värtavägen et Styrmansgatan s'y rencontrent.
La construction de Karlaplan débuta en 1896. 
Elle fut conçue à l'image de la place de l'Étoile à Paris. 
Elle porte le nom de trois rois suédois : Charles X Gustave, Charles XI et Charles XII.
À la fin des années 1920, les plans de l'architecte Ragnar Hjorth (1887-1971) prévoyaient un bassin circulaire et une fontaine. 
En 1930, la construction commença du grand bassin de 1 100 m² et de la fontaine, légèrement en retrait par rapport au niveau de la rue.
Dans l'étang, il était permis aux enfants de se baigner ou de « barboter » et la fontaine est rapidement devenue un point de repère pour les flâneurs de Karlavägen et Narvavägen.
Le monument Flygarmonumentet de Carl Milles se trouve dans la partie nord du parc, qui a été inaugurée par le prince Charles de Suède le 15 mai 1931.
Cette partie s'appelle désormais la place Gösta Bohman, du nom de l'ancien ministre de l'Économie et inaugurée en juin 2009.
Ce lieu demeure l'un des plus prestigieux et des plus chers de Stockholm, à proximité du parc royal de Djurgården.

## Bâtiments autour de Karlaplan

Nord de Karlaplan
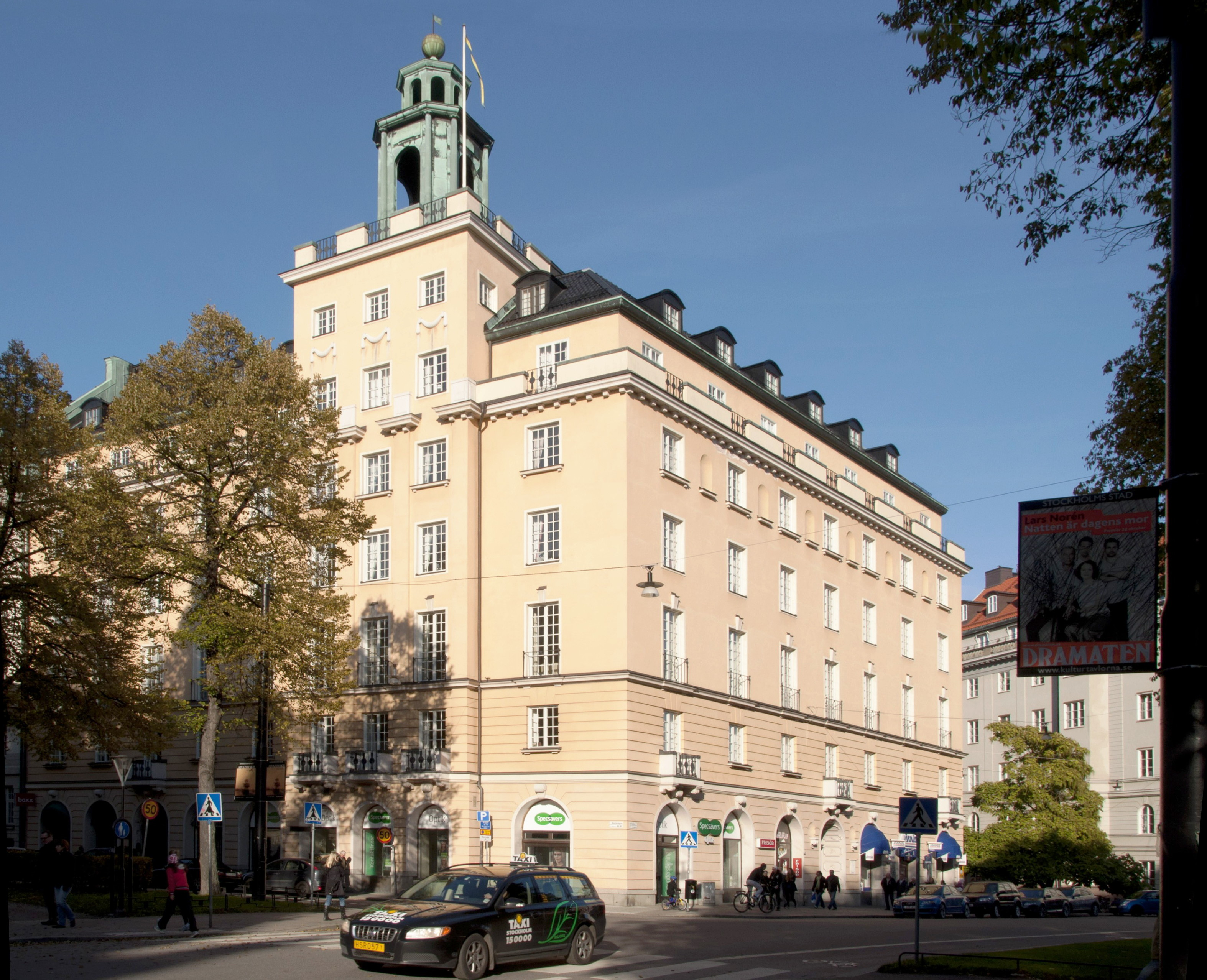
Karlaplan 7. (Vedbäraren 19)
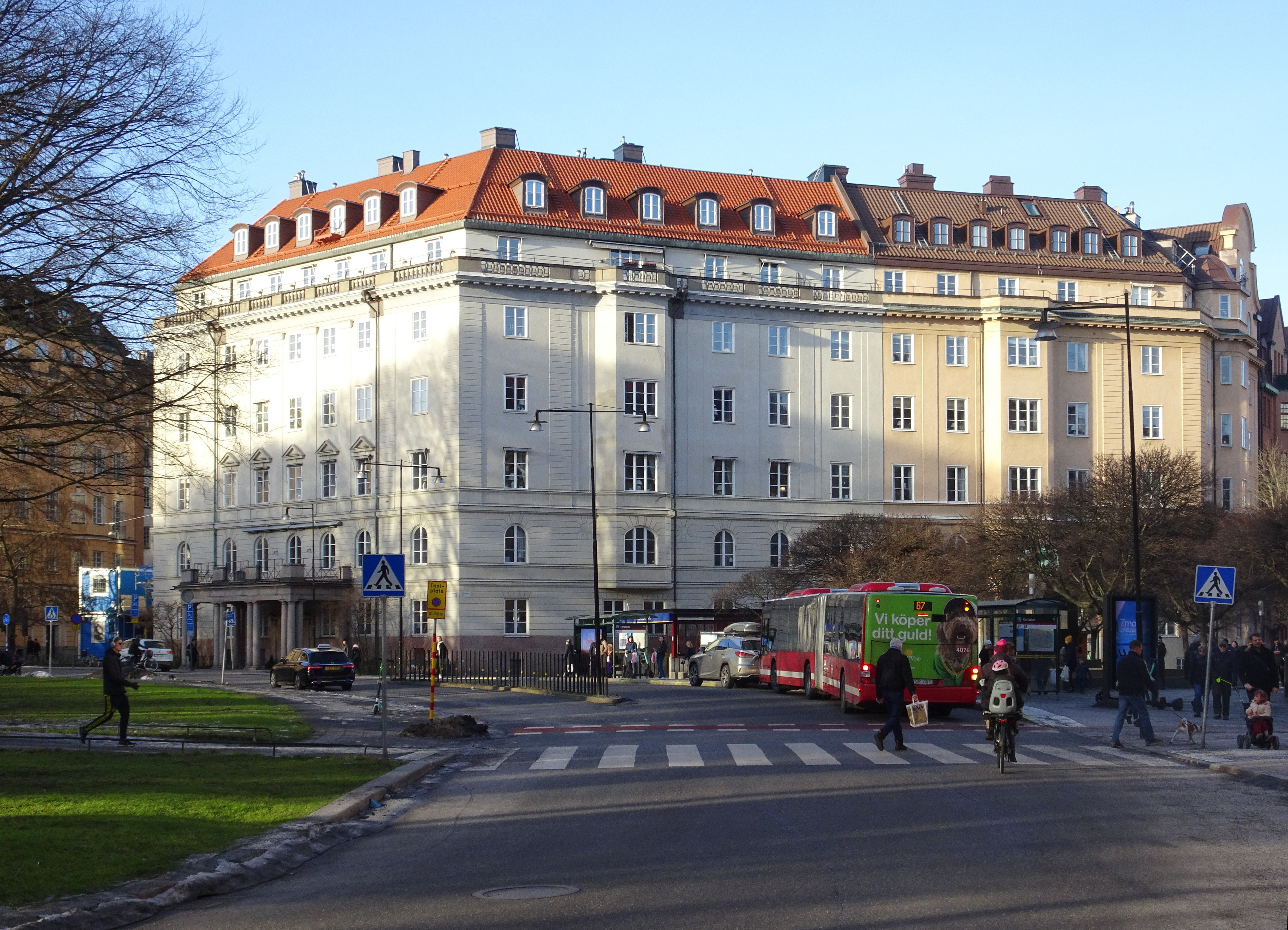
Karlaplan 9. (Djursborg 11)
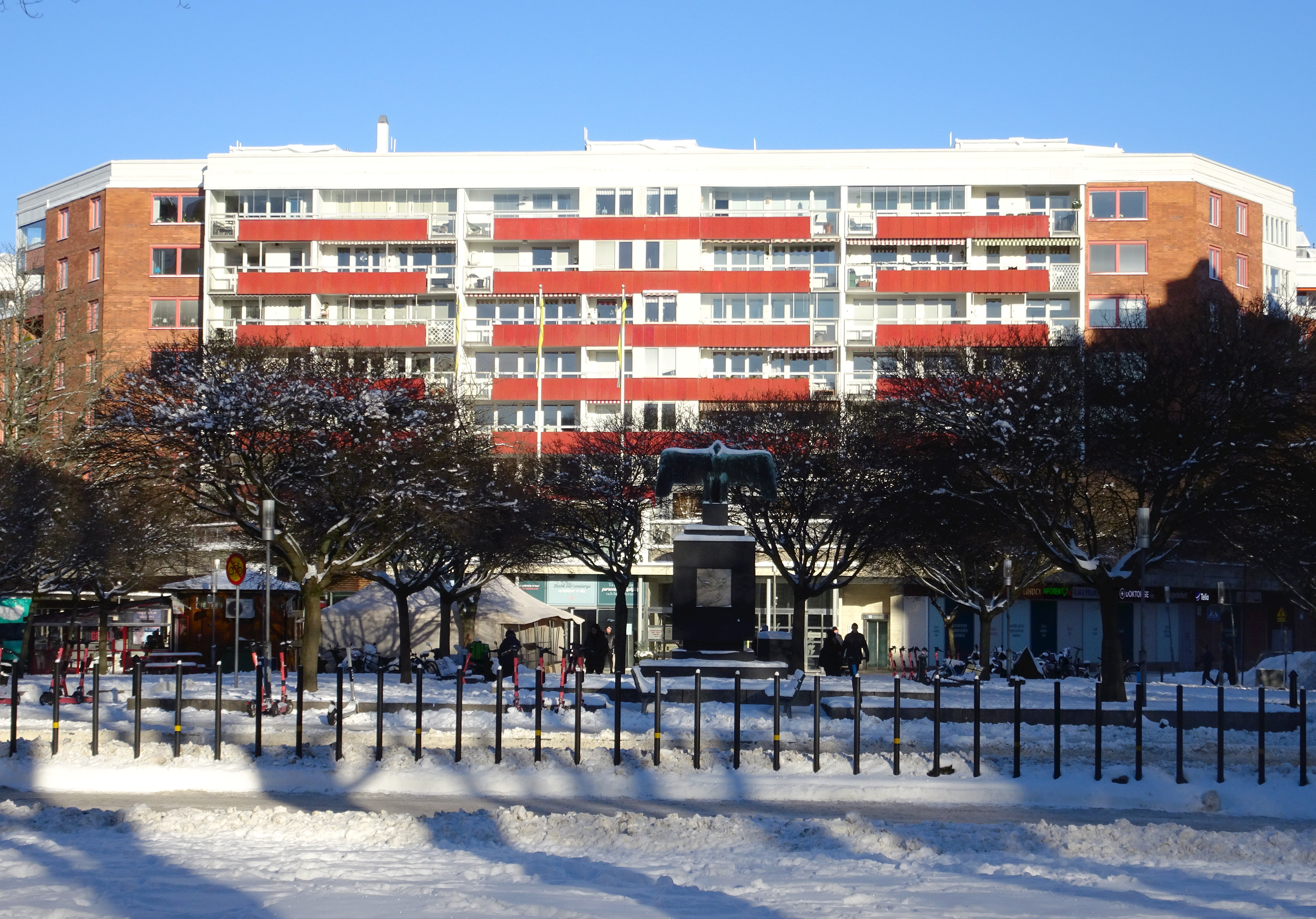
Karlaplan 15A. (Fältöversten)
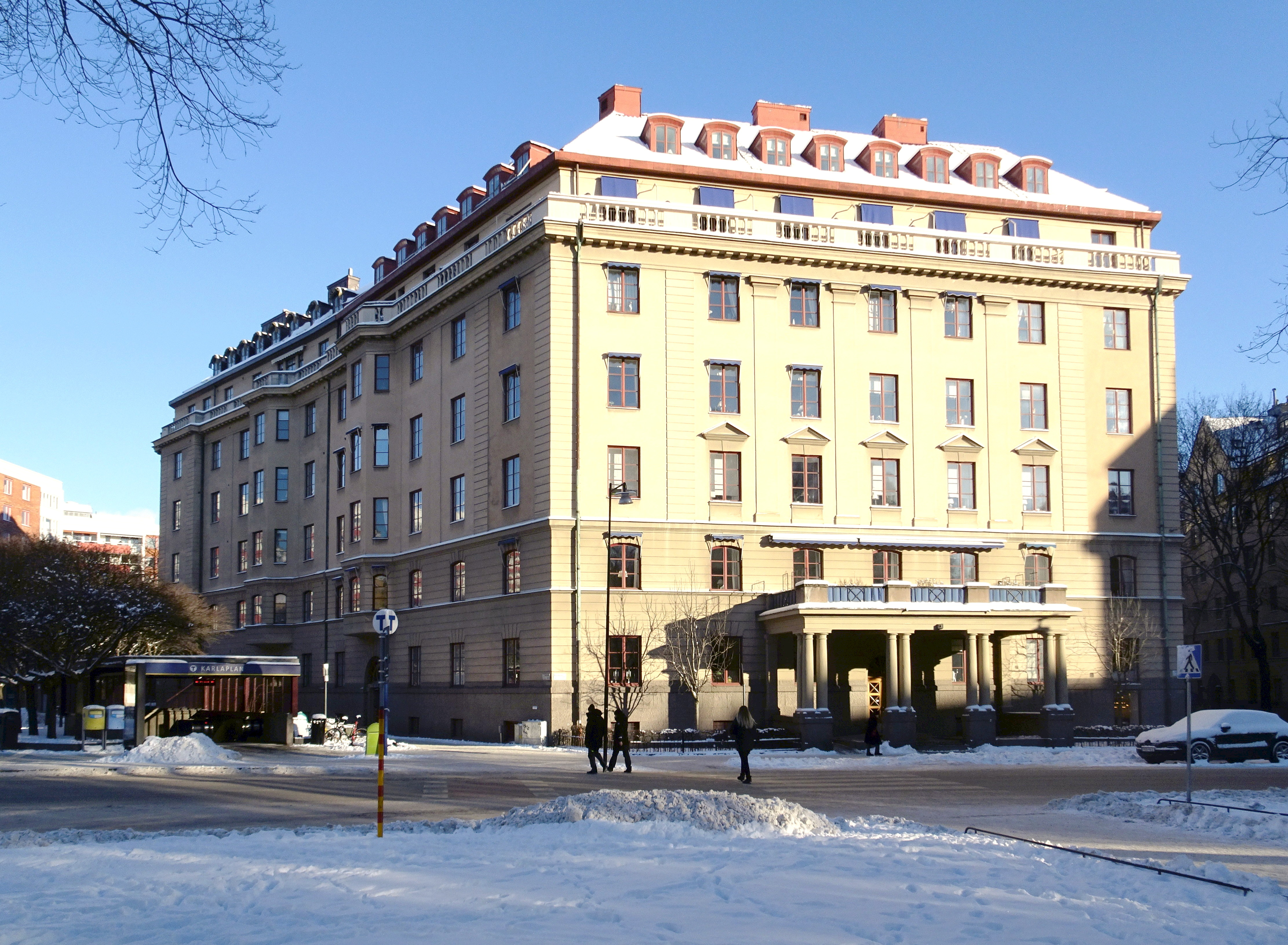
Karlaplan 14–16. (Trumslagaren 11)

Sud de Karlaplan
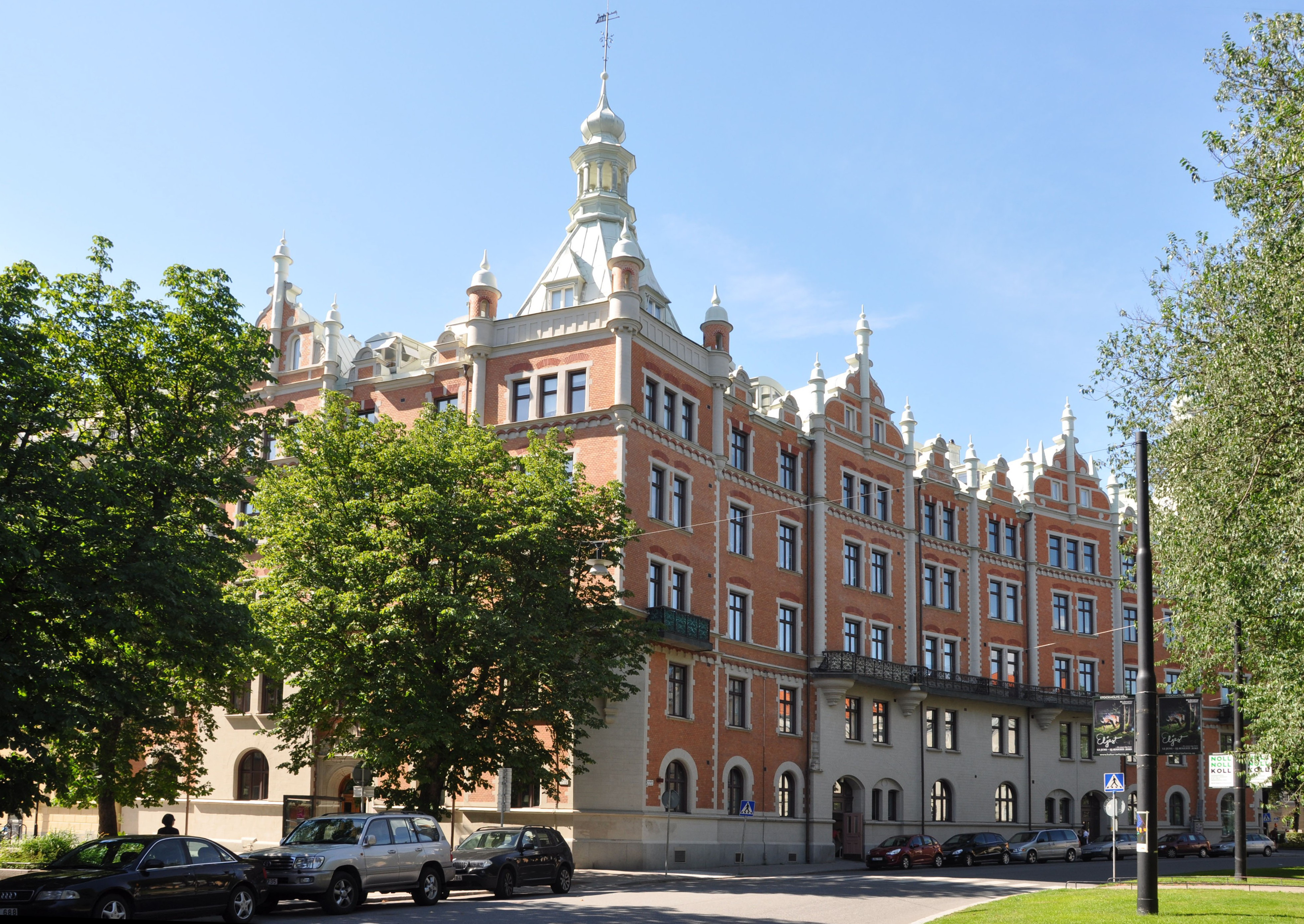
Karlaplan 3–5. (Minan 9)
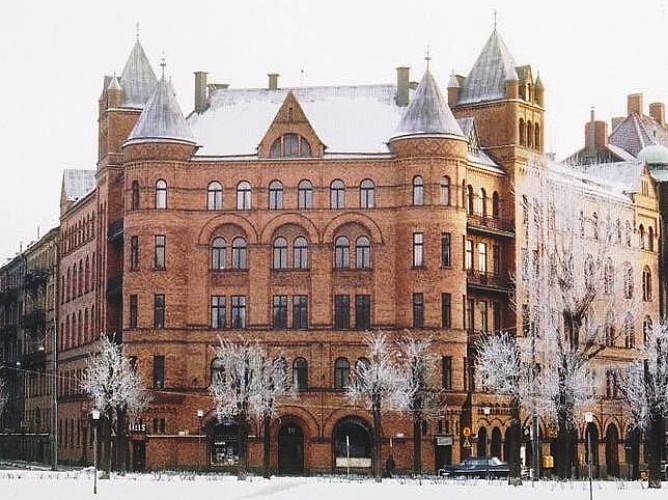
Karlaplan 10, Strindbergshuset.
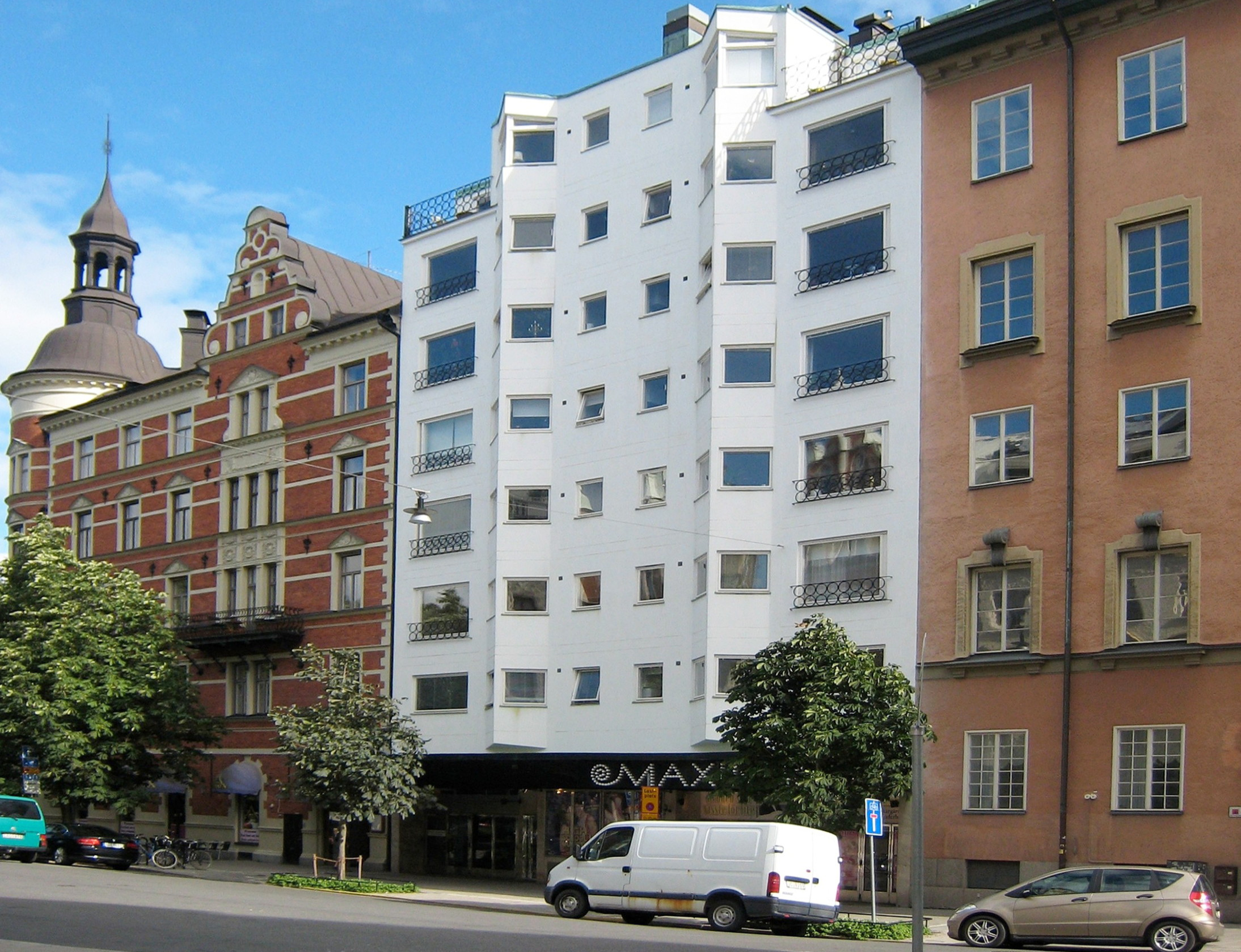
Karlaplan 4. (Harpan 4)
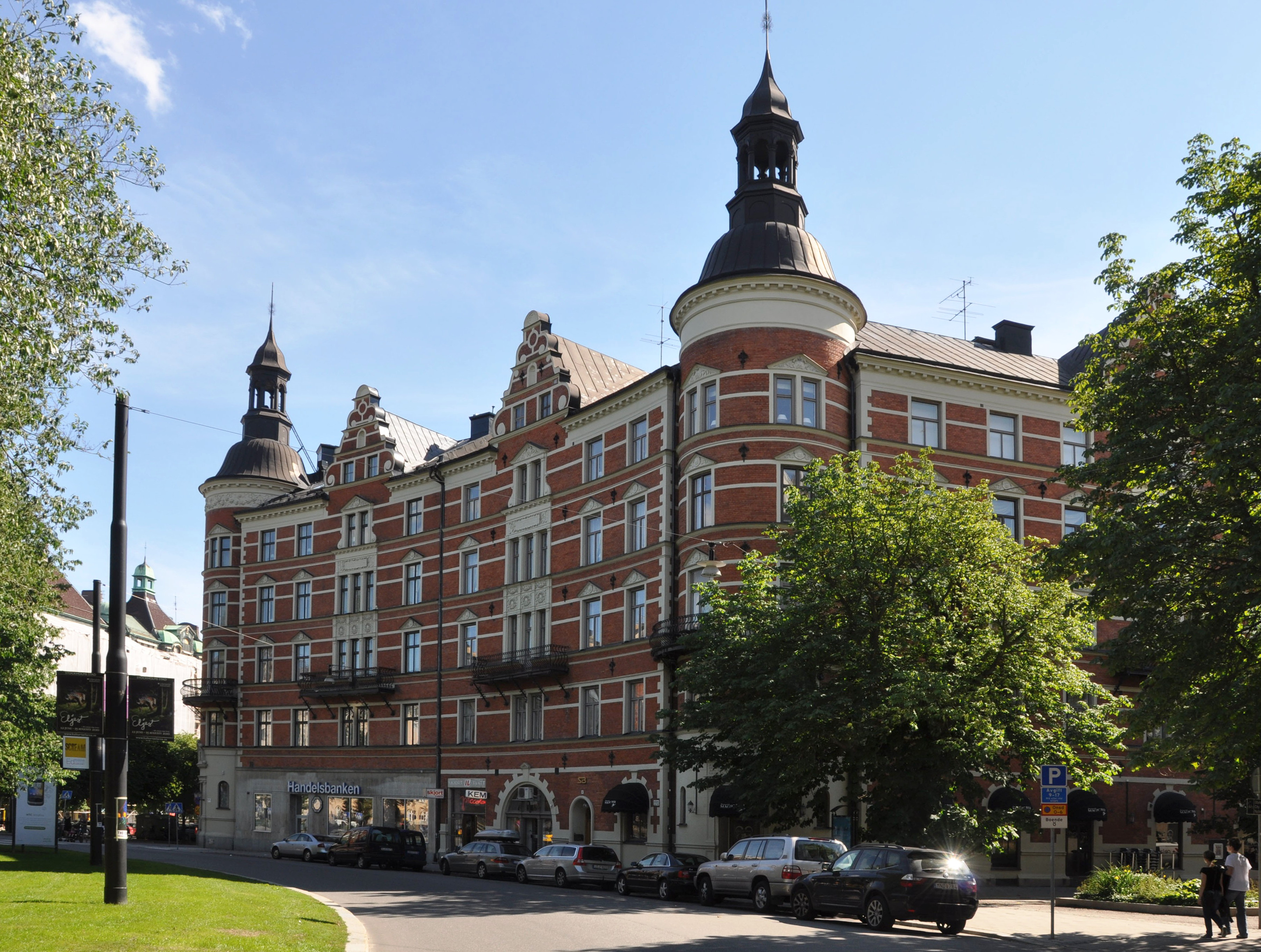
Karlaplan 6–8. (Harpan 24-25)